# クアラルンプール日本人学校
クアラルンプール日本人学校（クアラルンプールにほんじんがっこう、英語: The Japanese School of Kuala Lumpur 、マレー語: Sekolah Pelajar-Pelajar Jepun Kuala Lumpur）はマレーシアのセランゴール州スバン・ジャヤにある、在マレーシア日本人のための就学前（幼稚園）、初等（小学校）、中等（中学校）教育を行う日本人学校。正式名称はクアラルンプール日本人学校である。

## 沿革
- 1966年（昭和41年） - キアペンにある大使館の建物あとに開校
- 1970年（昭和45年） - 幼稚部開設
- 1971年（昭和46年） - 中学部開設
- 1976年（昭和51年） - 新校舎移転（タマンセプテ）開校
- 1993年（平成5年） - 新校舎移転（スバン）
- 2017年（平成29年）- 日本の皇太子が訪問し、生徒による校歌が披露された

## サークル
- バドミントン
- 女子バレーボール
- バスケットボール
- 吹奏楽
- 合唱

## 関係者
- 田中ゆきえ（政治家、新宿区議会議員）周辺

- 大村朋子　（ジャーナリスト　元NHK 記者・キャスター）

## 関連文献
（日本語）
Online access:
- 田浦加津子「クアラルンプール日本人学校児童・生徒の国際性に関する調査研究」『異文化コミュニケーション研究』第3号、愛知淑徳大学大学院コミュニケーション研究科異文化コミュニケーション専攻・言語文学研究所、2000年2月、51-68頁、ISSN 13440837、NAID 120005270843。
- 小澤至賢「クアラルンプール日本人学校,シンガポール日本人学校チャンギ校及び中学部,バンコク日本人学校における特別支援教育の実情と教育相談支援」『世界の特殊教育』第21巻、国立特別支援教育総合研究所、2007年3月、51-55頁、NAID 110007475838、NDLJP:10193853。
- 紙屋剛「クアラルンプール日本人学校における国際理解教育 : 環境教育及び現地素材を開発して」『在外教育施設における指導実践記録』第22巻、東京学芸大学、1999年、43-46頁、NAID 110000520777。
- 田邉保博「マレイシア・クアラルンプール日本人学校の教育事情」『在外教育施設における指導実践記録』第26巻、東京学芸大学、2003年、109-111頁、NAID 110000520895。
- 小川陽司「クアラルンプール日本人学校の国際交流(国際理解教育・現地理解教育)」『在外教育施設における指導実践記録』第33巻、東京学芸大学、2010年12月、97-98頁、NAID 110008708783。